# Pfirsich
Der Pfirsich (Prunus persica) ist eine Pflanzenart aus der Gattung Prunus innerhalb der Familie der Rosengewächse (Rosaceae). Seine Früchte werden Pfirsiche genannt und zählen zum Steinobst. Er stammt ursprünglich aus China, wo er bereits vor mehreren Jahrtausenden kultiviert wurde. Der deutsche Name geht auf das lateinische persicus („persisch“) zurück, was auf den historischen Verbreitungsweg über Persien nach Europa verweist. Es existieren verschiedene Sorten. Pfirsiche werden sowohl als Tafelobst als auch verarbeitet in den Handel gebracht. 

## Beschreibung

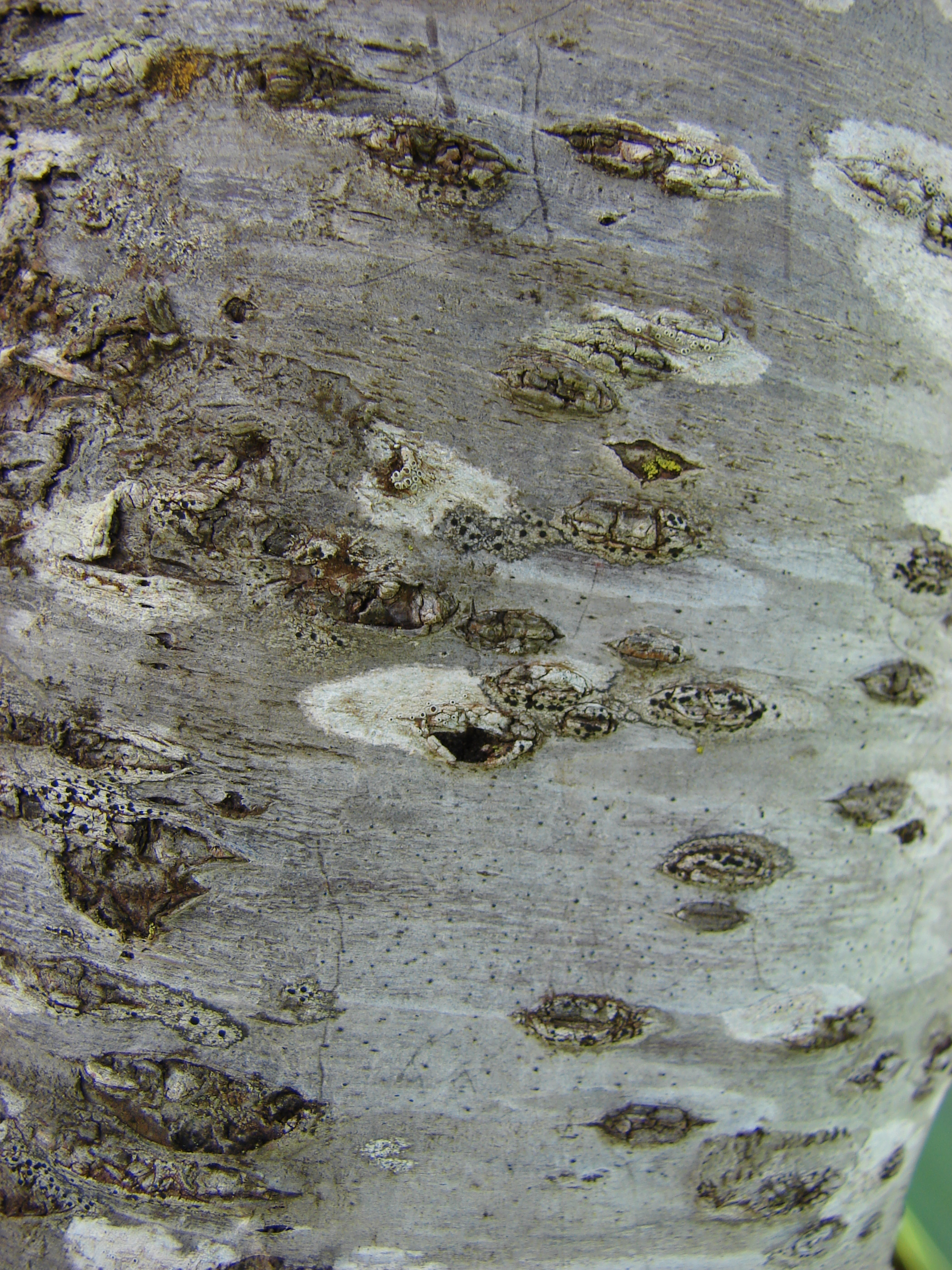
Borke

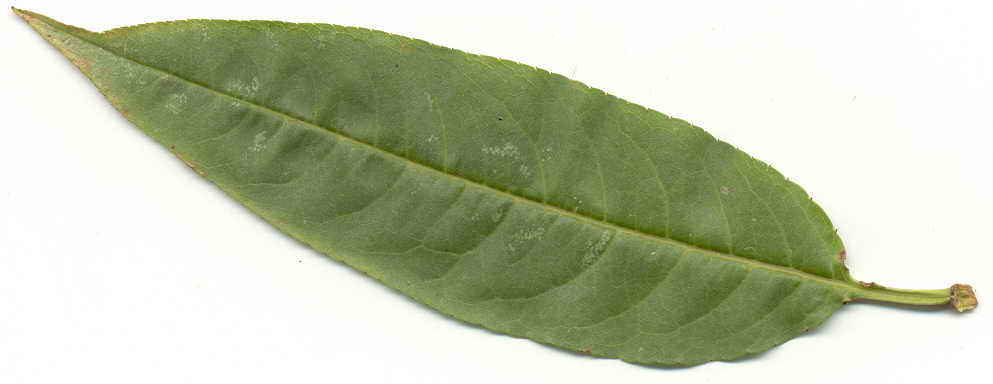
Laubblatt

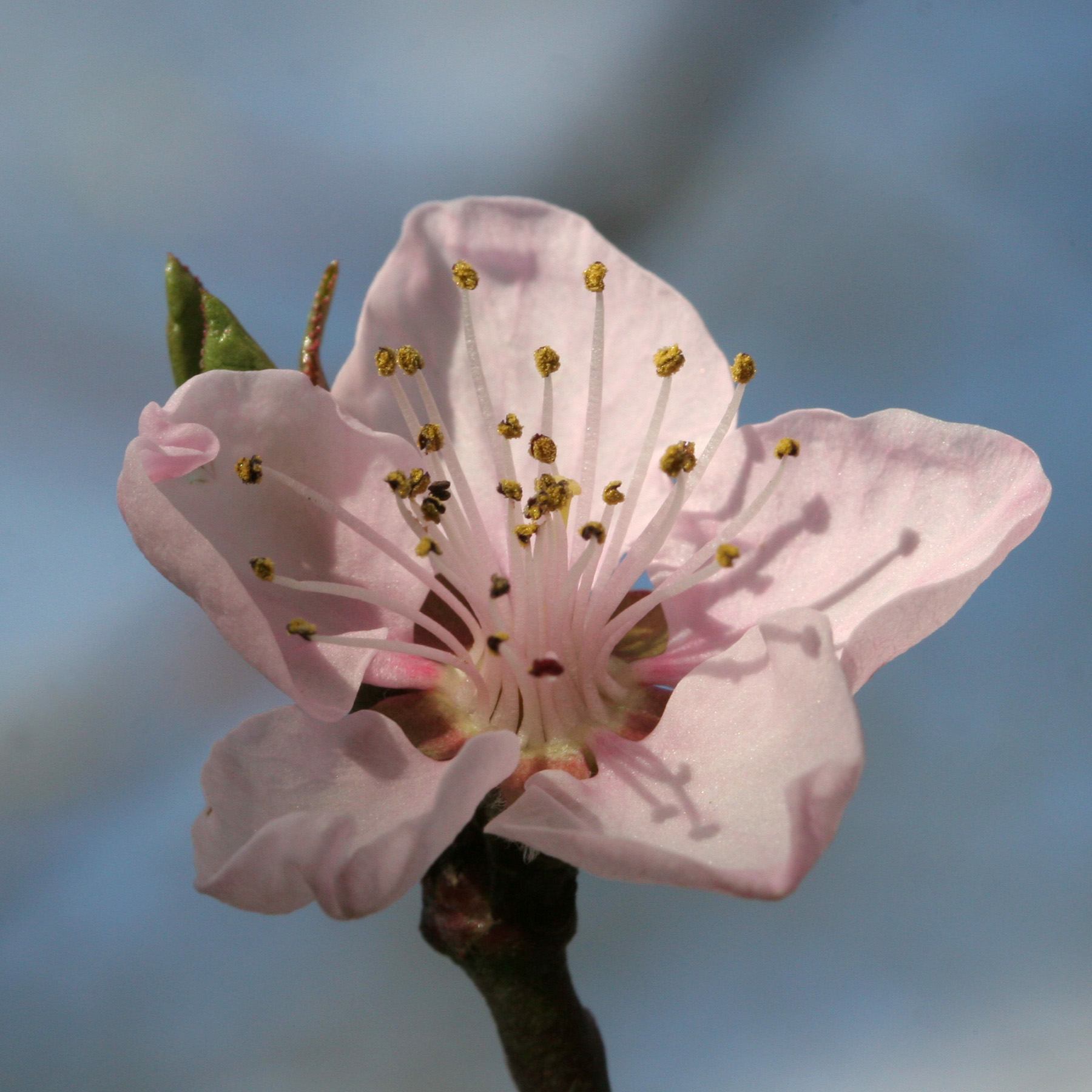
Typische fünfzählige Blüte

### Vegetative Merkmale
Der Pfirsich ist ein Baum, der Wuchshöhen von 1 m bis zu 8 m erreicht. Seine Zweige sind gerade und kahl. Junge Zweige sind auf der Sonnenseite rot und auf der von der Sonne abgewandten Seite grün. Die Langtriebe besitzen eine Endknospe. Seitenknospen sind zumindest bei starken Langtrieben in der Regel zu dritt in Blattachseln vorhanden. Die Knospen sind behaart.
Die wechselständig angeordneten Laubblätter sind in Blattstiel und Blattspreite gegliedert. Der Blattstiel hat eine Länge von 1 cm bis 1,5 cm. Die einfache Blattspreite ist bei einer Länge von 8 cm bis 15 cm sowie einer Breite von 2 cm bis 4 cm lanzettlich mit breit keilförmiger Spreitenbasis und spitzem bis lang zugespitztem oberen Ende. Der Blattrand ist in der Regel doppelt und mehr oder weniger fein gezähnt. Die breiteste Stelle der Blattspreite befindet sich in der Mitte oder etwas oberhalb. Blattober- und Unterseite sind dunkelgrün und kahl. In Knospenlage sind die Blätter gefaltet.

### Generative Merkmale

Schemazeichnung Pfirsichfrucht

Die Blütezeit liegt in Mitteleuropa im April. Die meist einzelnen Blüten sind sehr kurz gestielt oder fast sitzend. Sie sind am Grund von Knospenschuppen umgeben und entfalten sich noch vor den Blättern. Die zwittrigen Blüten sind bei einem Durchmesser von 2,5 cm bis 3,5 cm radiärsymmetrisch und fünfzählig mit doppelter Blütenhülle. Der Blütenbecher ist glockig, Länge und Breite sind ungefähr gleich. Die fünf Kelchblätter sind ganzrandig und an ihrer Außenseite wollig behaart. Die fünf meist tief, selten blass rosafarbenen Kronblätter sind bis zu 2 cm lang, oval und meist ganzrandig. Die ungefähr 20 meist rötlichen, selten auch gelben Staubblätter sind geringfügig kürzer als die Kronblätter.

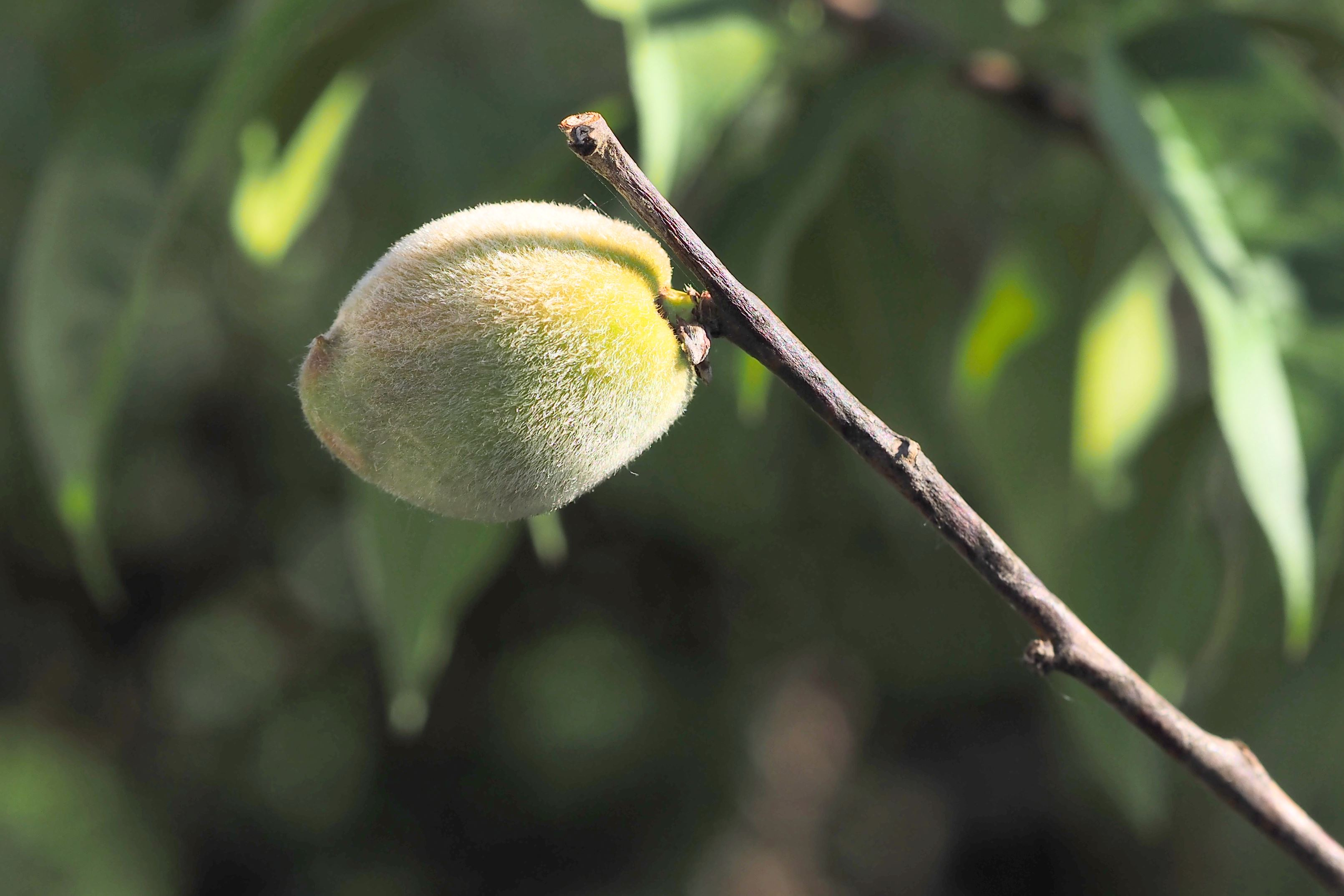
Reifende Pfirsichfrucht (Durchmesser 3 cm, Mitte Juni) mit samtiger Behaarung

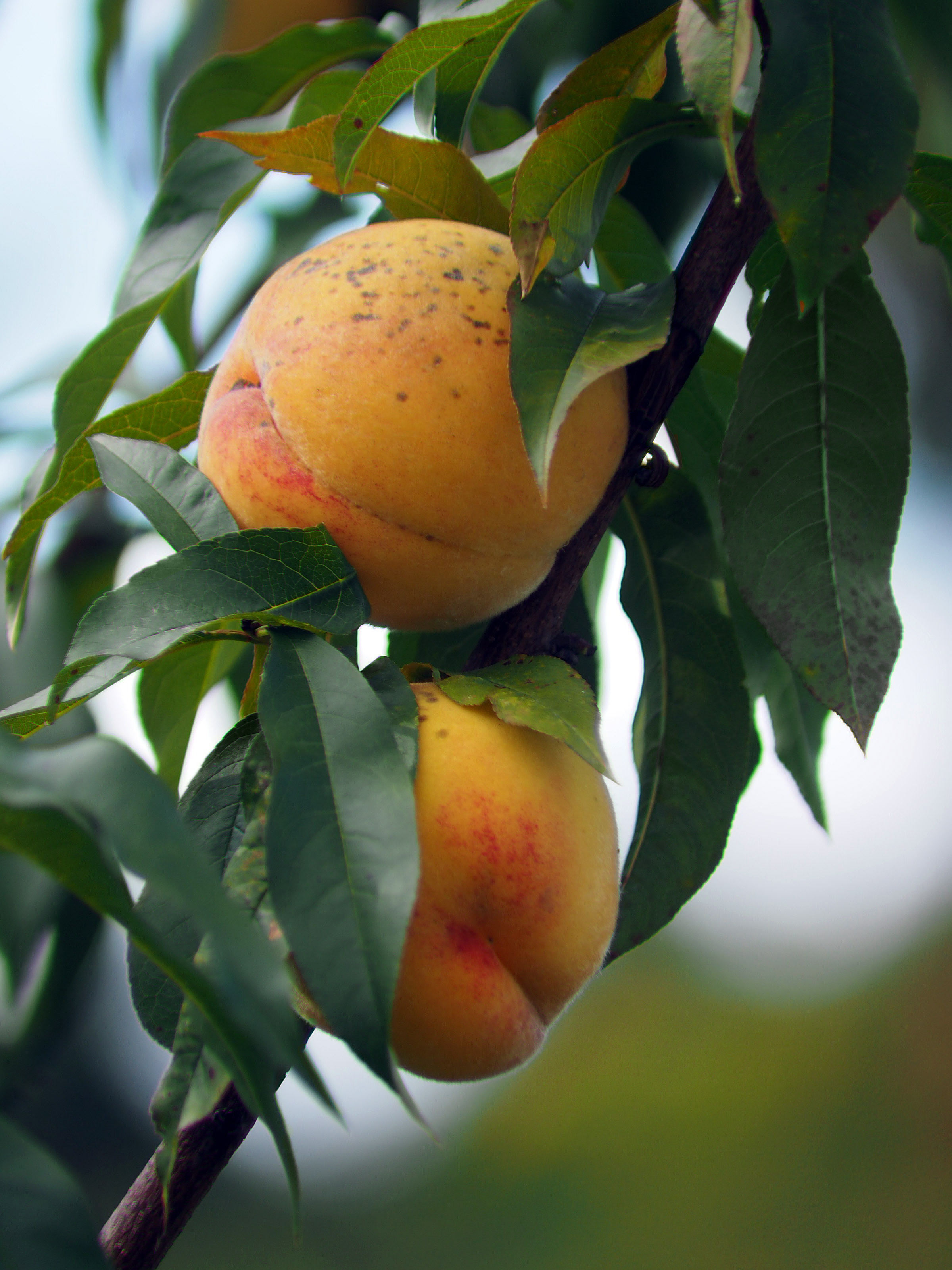
Reife Pfirsichfrüchte (Durchmesser 8 cm, Ende September)

Die meist kugelige Steinfrucht hat einen Durchmesser von 4 cm bis 10 cm und eine Längsfurche. Die Fruchtschale ist blassgrün oder gelb, auf der Sonnenseite rötlich überlaufen und oft mit einer samtigen Behaarung bedeckt, aber dennoch glatt. Das „Fruchtfleisch“ ist saftig, dickschichtig und blassgrün oder orange.

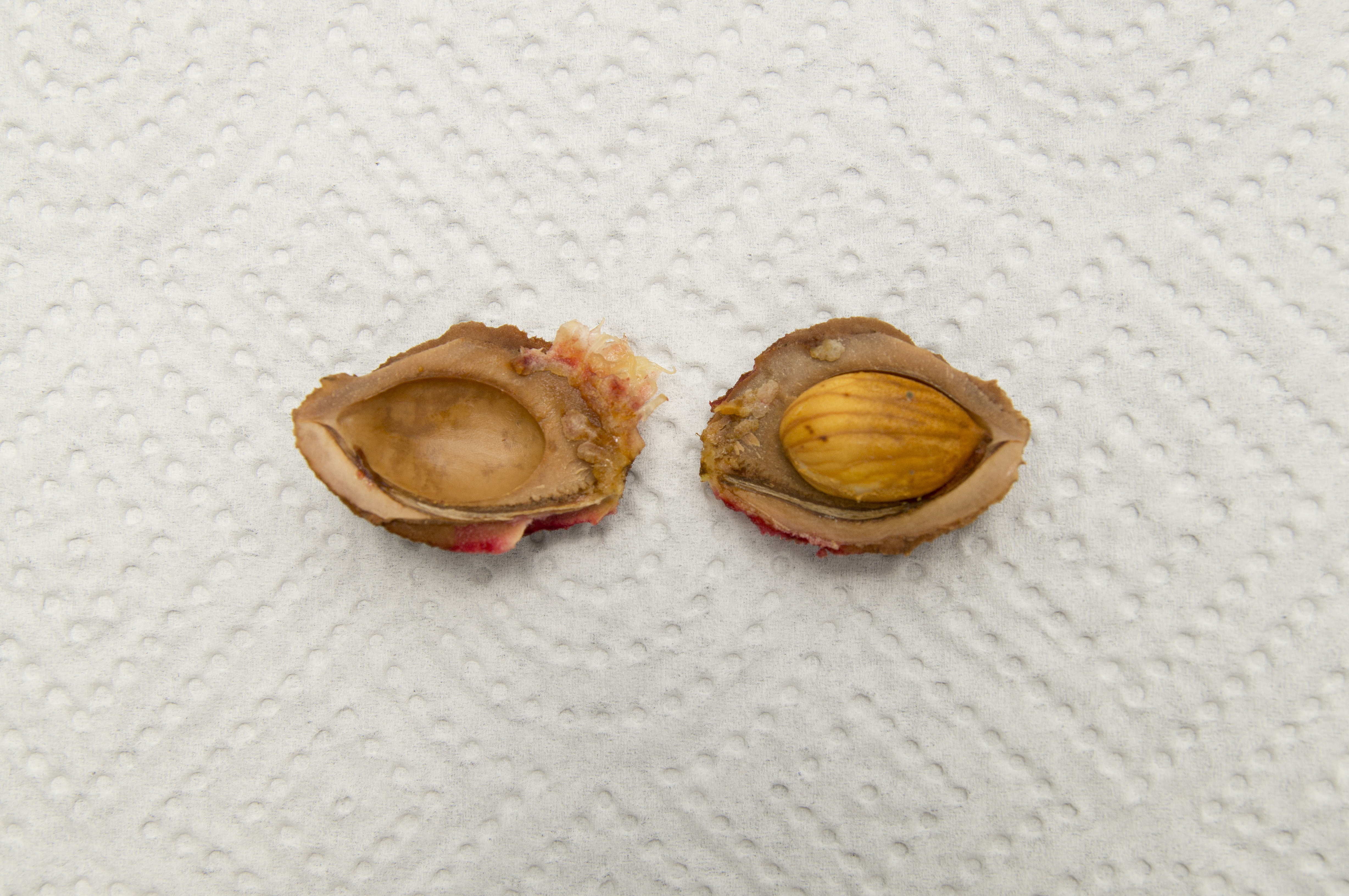
Das Innere eines Pfirsichkerns

Der meist fast kugelige Steinkern hat eine dicke Schale, tiefe Furchen und ist sehr hart.

### Chromosomenzahl
Die Chromosomenzahl beträgt 2n = 16.

## Sorten

### Kriterium: Fruchtfleischfarbe/Art der Kernlösung
Es gibt weiß-, gelb- und rotfleischige Sorten und darunter solche, die steinlösend („Kerngeber“) und nichtsteinlösend („Durantien“) sind.

### Sorten
Es gibt zahlreiche Pfirsichsorten (Auswahl):
- ‚Benedicte‘ (weißfleischig, steinlösend)[3]
- ‚Diniert‘
- ‚Früher Alexander‘
- ‚Früher Roter Ingelheimer‘
- ‚Red Haven‘ (gelbfleischig, steinlöslich)[3]
- ‚Revita‘
- 'Roter Ellerstädter' (= ‚Kernechter vom Vorgebirge‘/‚Vorgebirgspfirsich‘)
- 'Rekord aus Alfter' (= ‚Rekord von Alfter‘)
- ‚Suncrest‘
- ‚South Haven‘
- ‚Roter Weinbergpfirsich‘ (Fruchtfleisch variierend von weiß bis rot, nicht immer ganz steinlösend)[3]
- ‚Weißer Ellerstädter‘

## Varietäten

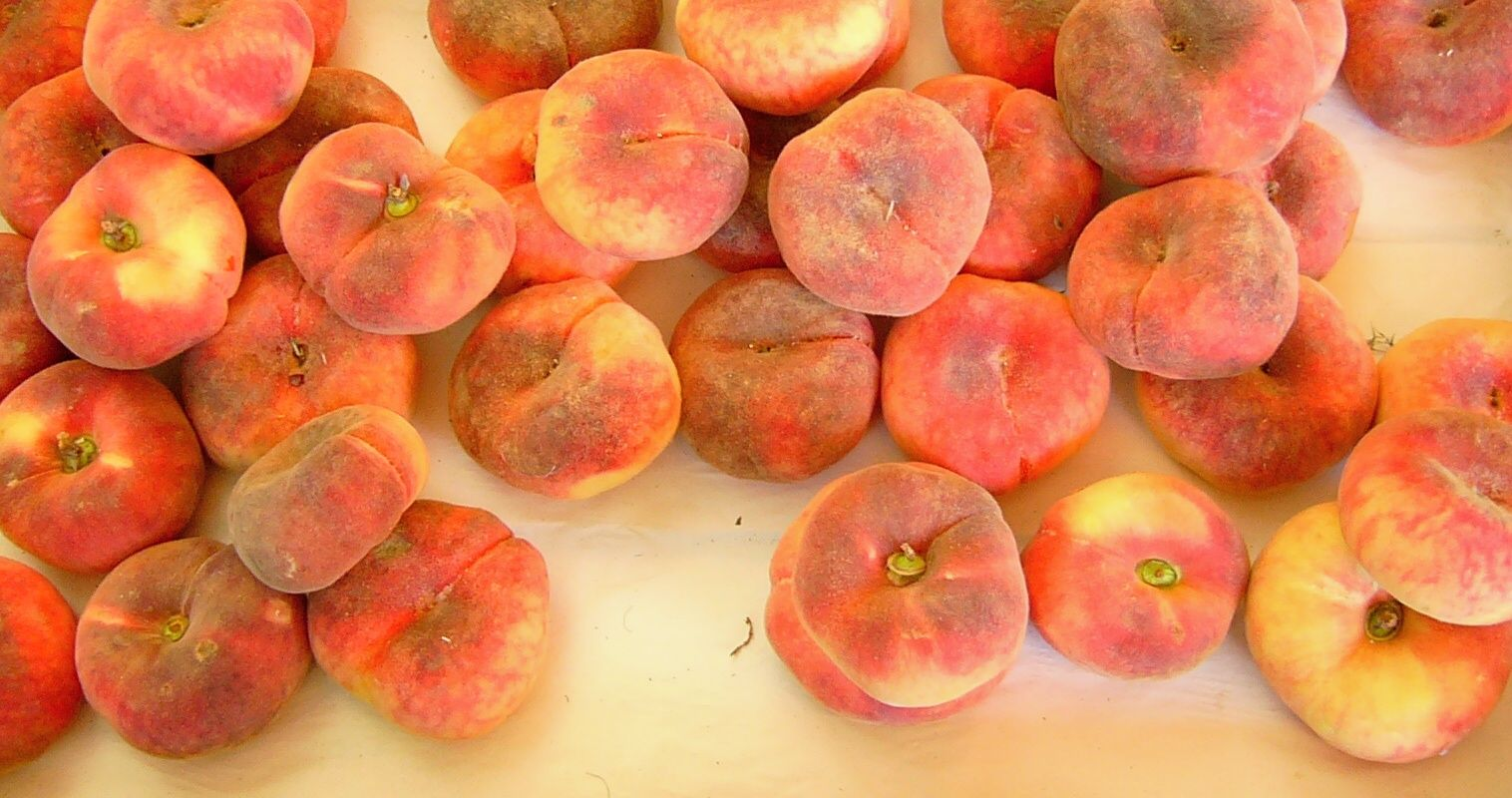
Plattpfirsich

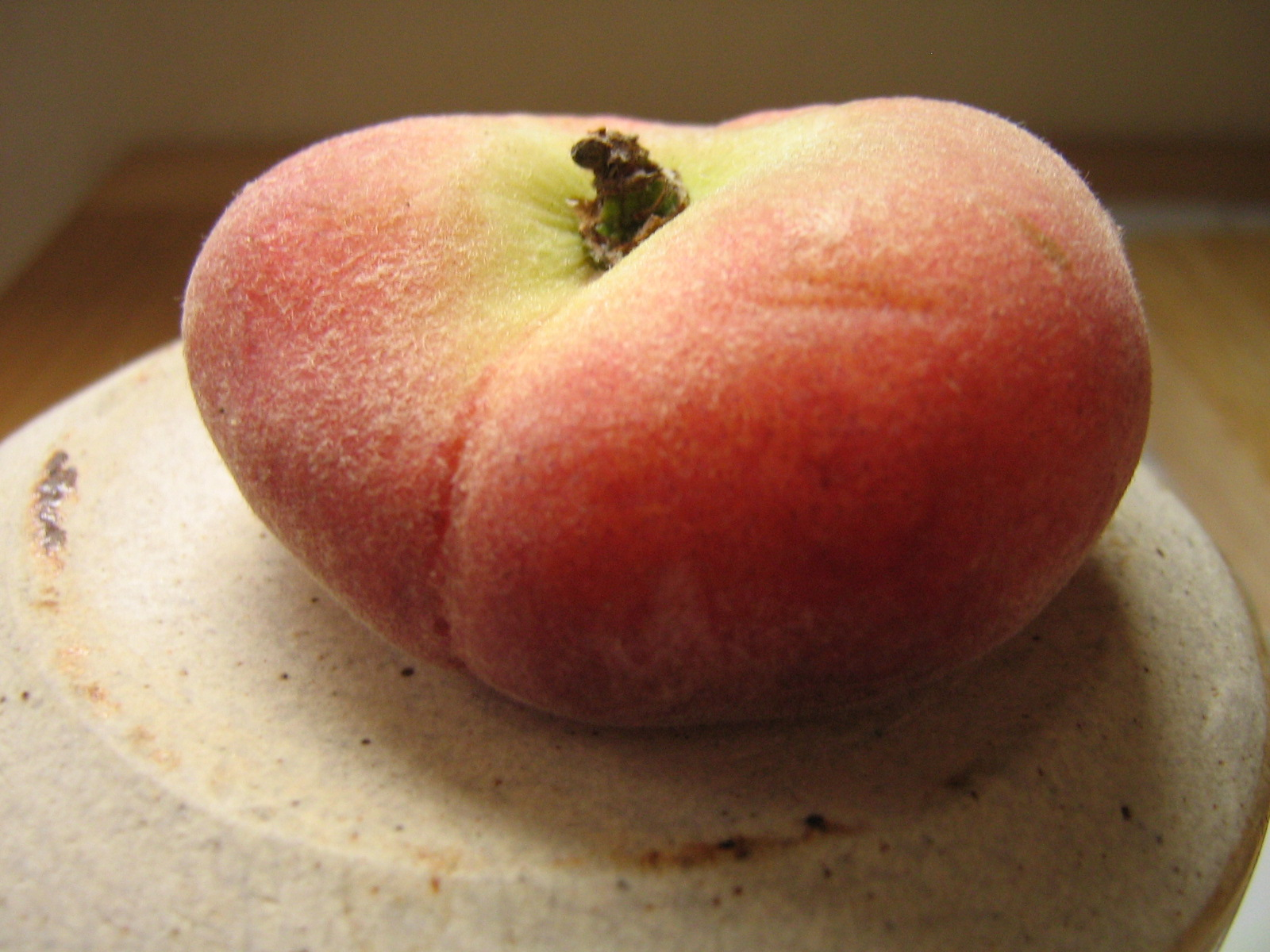
Plattpfirsich

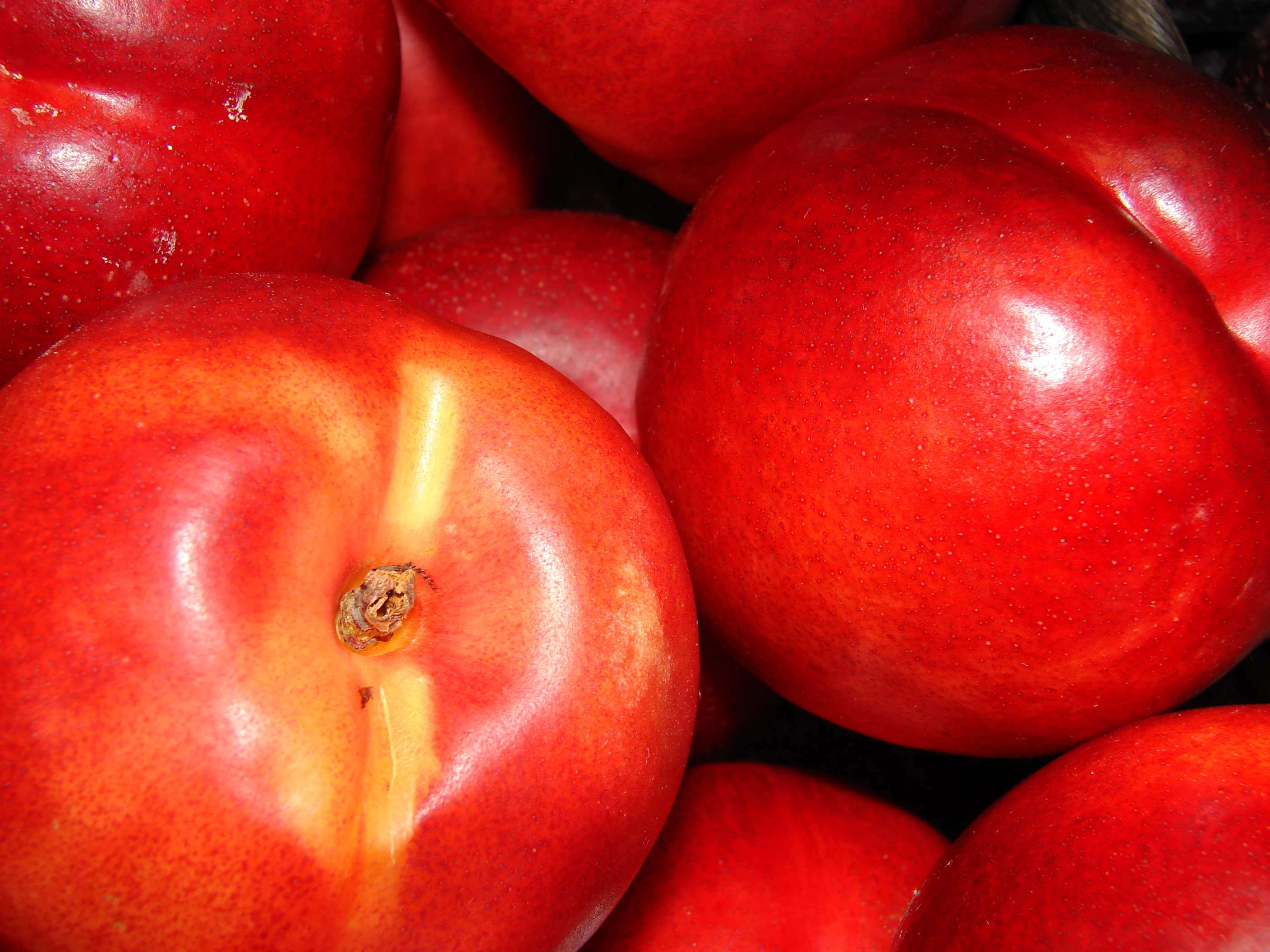
Nektarinen

### Plattpfirsich
Eine Varietät ist der Plattpfirsich (Prunus persica var. platycarpa (Decne.) L.H. Bailey; Syn.: Prunus persica (L.) Batsch forma compressa (Loudon) Rehder), der in Spanien paraguayo (Plural: paraguayos) bzw. paraguaya genannt wird. Plattpfirsiche werden in den letzten Jahren unter der Bezeichnung „Wildpfirsiche“, „Adelsbergpfirsiche“, „Bergpfirsiche“, „Saturnpfirsiche“ oder „Weinbergspfirsiche“ häufiger im Obsthandel (meist zu höheren Preisen als „Rundpfirsiche“) angeboten.
Die ebenfalls verwendete, aber missbräuchliche Bezeichnung als „Weingartenpfirsich“ ist in Österreich nicht zulässig, da es sich dabei um eine registrierte Bezeichnung handelt.

### Nektarine
Die Nektarine (Prunus persica var. nucipersica (Suckow) C.K. Schneid.) stellt ebenfalls eine Varietät oder Mutation des Pfirsichs mit glatter Schale und im Mittel kleineren Früchten dar. Von dieser gibt es ebenfalls zahlreiche Sorten.
Eine neuere Hybride ist die Nectavigne. Diese ist aus einer Kreuzung der Nektarine und dem 'Lyonaiser Weinbergpfirsich' entstanden.

## Anbau
Pfirsiche unterliegen der Vernalisation und benötigen daher mehrere hundert Stunden Winterkälte, um zu gedeihen. Andererseits kann die frühe Blüte (in Westeuropa schon im März) von Spätfrösten in Mitleidenschaft gezogen werden. Winterregen begünstigt den Pilzbefall durch Taphrina deformans (Kräuselkrankheit), weswegen Pfirsiche in Europa kaum ohne Fungizideinsatz angebaut werden. In Mitteleuropa liegt die Blütezeit im April, und der Pfirsich wird vor allem in Weinbaugebieten angebaut. Vermehrt wird der Pfirsich vorwiegend durch Okulation.
Saftreife, aromatische Pfirsiche lassen sich in den meisten Regionen in Mitteleuropa im Prinzip nur im eigenen Garten ernten. Ausnahmen bilden hierbei Weinbaugebiete wie zum Beispiel Rheinhessen, welche auch über kommerzielle Pfirsich-Plantagen verfügen. Die gekauften Pfirsiche werden in der Regel noch im harten Zustand in den südeuropäischen Anbaugebieten vom Baum genommen, damit sie den Transport überstehen können. Solche Früchte reifen aber nicht vollkommen nach, und das typische Pfirsicharoma ist nicht so stark ausgeprägt.
Pfirsiche benötigen regelmäßigen Rückschnitt, da sie sonst von innen verkahlen.

### Erntesaison
In den wärmsten Anbaugebieten Südspaniens beginnt die Erntesaison bereits Anfang Mai, in Deutschland erst Ende Juni. Die späteste regelmäßig angebaute Sorte Europas ist ‚Tardivo di San Gregorio‘, welche in ihrem Ursprung im italienischen San Gregorio da Sassola erst um den 5. Oktober reift. In Deutschland würde das dem Monatswechsel zwischen Oktober und November entsprechen.

## Wirtschaftliche Bedeutung

### Die größten Produzenten
Im Jahr 2022 wurden weltweit 26.354.497 Tonnen Pfirsiche (einschließlich Nektarinen) geerntet.
Folgende Tabelle gibt eine Übersicht über die 10 größten Produzenten von Pfirsichen (einschließlich Nektarinen) weltweit, die insgesamt 86,5 % der Erntemenge produzierten.
| Rang | Land                | Menge (in t) |
| ---- | ------------------- | ------------ |
| 1    | Volksrepublik China | 16.800.000   |
| 2    | Italien             | 1.151.490    |
| 3    | Türkei              | 1.008.185    |
| 4    | Griechenland        | 894.510      |
| 5    | Spanien             | 870.720      |
| 6    | Vereinigte Staaten  | 666.490      |
| 7    | Iran                | 577.296      |
| 8    | Chile               | 312.907      |
| 9    | Ägypten             | 272.592      |
| 10   | Marokko             | 247.870      |
|      | Summe Top Ten       | 22.802.060   |
|      | restliche Länder    | 3.552.437    |

### Anbaugebiete
Die Hauptanbaugebiete für Pfirsiche in Europa sind Italien, Griechenland und Spanien.

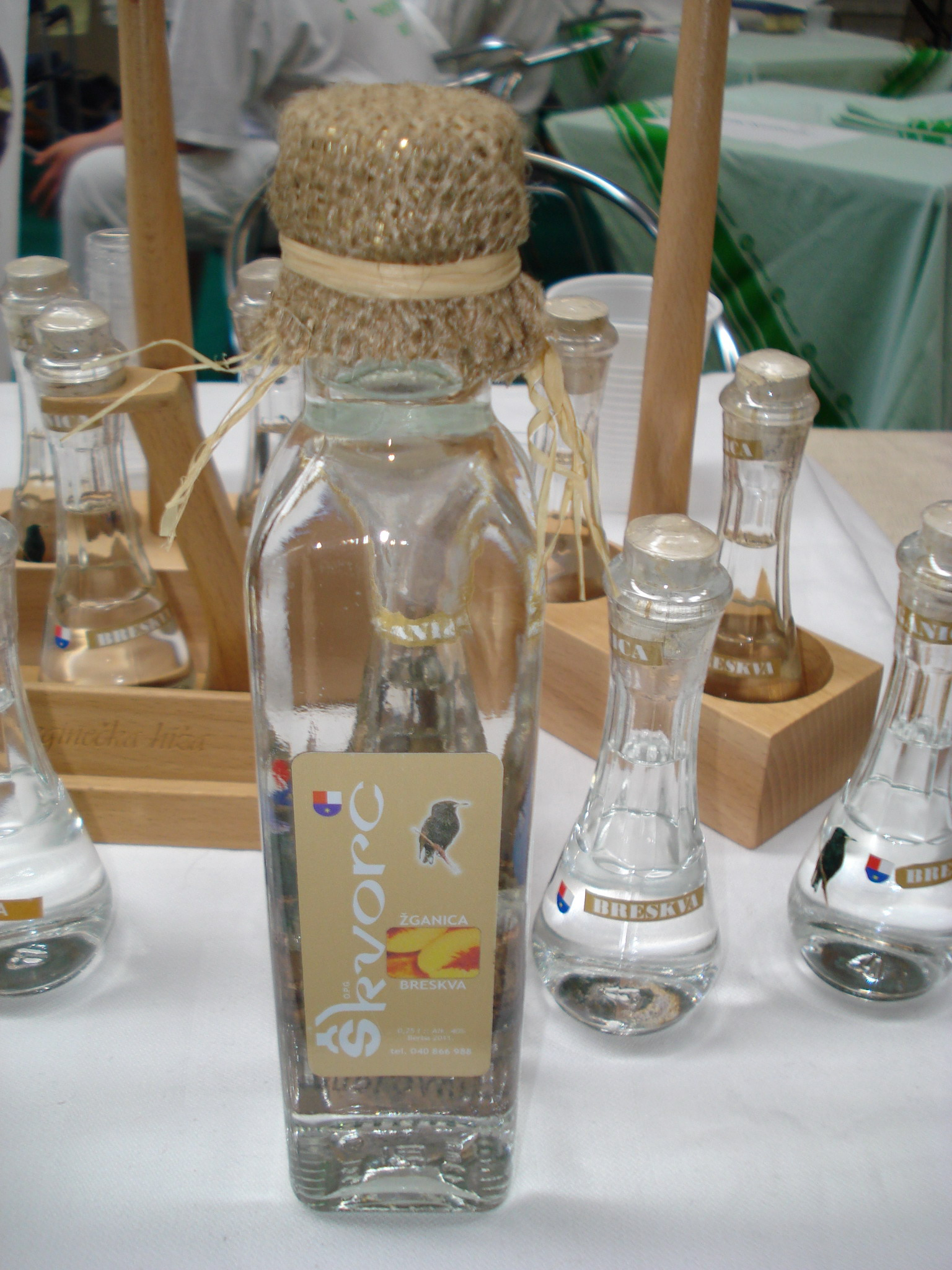
„Žganica“ (Schganiza), eine Art der Rakia bzw. Obstbrand aus Pfirsichen hergestellt in Međimurje, Nordkroatien

Die Anbaufläche für Pfirsiche weltweit nahm von 1,27 Millionen ha im Jahr 2000 auf 1,5 Mio. ha im Jahr 2022 zu.

### Verwendung

Strukturformel von D-Amygdalin

Große Mengenanteile der Pfirsichfrüchte werden frisch als Obst vermarktet. Pfirsiche in Hälften oder Schnitzen sind eine verbreitete Form der Obstkonserve. Die Kerne werden aus der Schale gelöst, zu Persipan verarbeitet und in der Aromatisierung von Spirituosen verwendet.
Es gibt auch einige Beschreibungen zur arzneilichen Verwendung des Pfirsichs. Beispielsweise empfahl Hildegard von Bingen die unreife Frucht samt Kernen, die Blätter, die Wurzel, das Harz und die Rinde zur äußerlichen Anwendung bei tränenden Augen, Kopfschmerzen und Gicht. Der Samen kann in großen Mengen giftig sein, da er etwa 6,5 % Blausäure abspaltendes Amygdalin enthält. Die Blätter enthalten ein verwandtes Blausäureglykosid.
Die gummiähnliche Ausscheidung der Frucht wurde bis zur Herstellung synthetischen Klebers in manchen Gegenden als Klebstoff verwendet.

## Geschichte

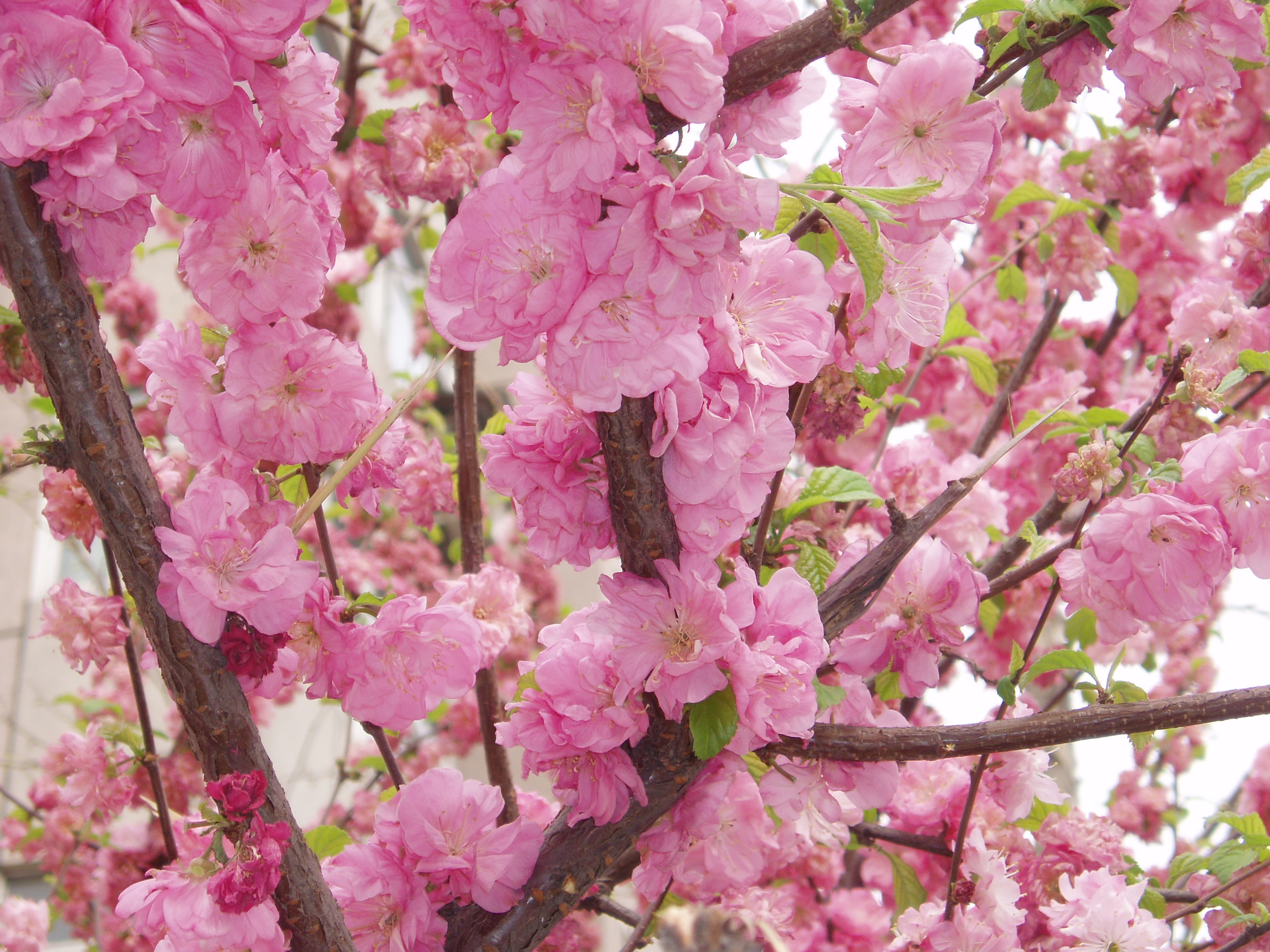
Pfirsichblüten einer gefülltblütigen Sorte

Genetischen Untersuchungen zufolge wurde mindestens 6000 v. Chr. mit der Vergrößerung des Pfirsichs durch Zuchtauswahl im südlichen China begonnen, wo seine Kultur seit 2000 v. Chr. überliefert ist. Er gelangte dann über Persien nach Griechenland und in weiterer Folge durch die Römer nach Mitteleuropa. Durch Destillation von Pfirsichblüten oder Pfirsichkernen vom, dem Gott des Schweigens geweihten, Pfirsichbaum soll es gemäß Ferdinand Höfer bereits im alten Ägypten möglich gewesen sein, eine Blausäurelösung zu erhalten. Diese Lösung soll von Priestern zur Tötung von Verrätern ihres geheimen Wissens angewendet worden sein.

## Wortherkunft
Das Wort „Pfirsich“ (erstmals 1482 in Nürnberg belegt) für den wohl aus China stammenden, über Persien nach Europa gelangten Baum und seine Frucht stammt über mittelhochdeutsch pfërsich (von phërsich) von vulgärlateinisch persica (für „Pfirsich“) bzw. persicus. Der „persische Apfel“ (lateinisch malum persicum, zu persicus „persisch“) entstand aus gleichbedeutend altgriechisch μῆλον περσικόν mēlon persikón von περσικός persikós („persisch“), dies von Περσίς Persís („Persien“).

## Trivialnamen
Im rheinischen Dialekt gibt es die Bezeichnung Plüschprumm (=Plüschpflaume) für Pfirsiche, abgeleitet von deren samtiger, 'plüschigen' Oberfläche.

## Symbolik
In der christologischen Symbolik steht der Pfirsich unter anderem für die Dreifaltigkeit (aufgrund seiner Dreiteilung in Fleisch, Stein und Samen).
In China gilt der Pfirsich als Symbol der Unsterblichkeit. In der daoistischen Mythologie baut die Königmutter des Westens (Xiwangmu) die Früchte in einem entlegenen Gebirgstal an, wo sie nur alle tausend Jahre reif werden. Ein berühmtes Werk des Dichters Tao Yuanming trägt den Titel Der Pfirsichblütenquell und berichtet von einer idealen Gesellschaft fernab der Zivilisation. Daneben sind mit dem Bild des Pfirsichs verschiedene sexuelle Konnotationen verbunden.

## Inhaltsstoffe

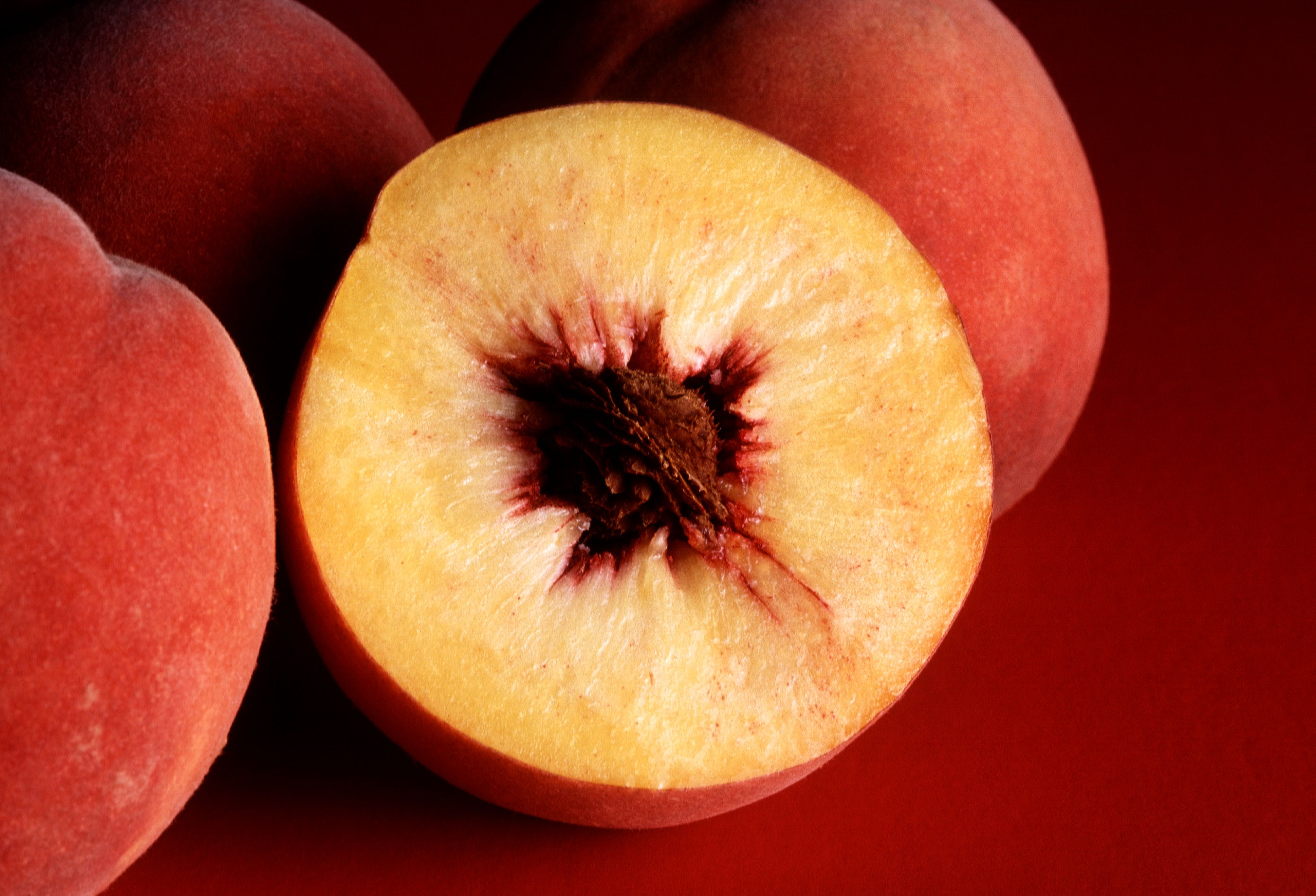
Aufgeschnittener Pfirsich

| Brennwert        | Wasser | Fett  | Kalium | Calcium | Magnesium | Vitamin C |
| ---------------- | ------ | ----- | ------ | ------- | --------- | --------- |
| 172 kJ (41 kcal) | 87 g   | 0,1 g | 205 mg | 8 mg    | 9 mg      | 10 mg     |

| Kalium | Calcium | Magnesium | Vitamin C |
| ------ | ------- | --------- | --------- |
| 9 %    | 1 %     | 3 %       | 13 %      |

## Krankheiten
- Virosen: Scharka (Plum Pox Virus, Gattung Potyvirus), Ringflecken (Prunus necrotic ringspot virus, PNRSV, Gattung Ilarvirus), Zwergwuchs (Prune dwarf virus, PDV, Gattung Ilarvirus), Strawberry latent ringspot virus (Familie Secoviridae)
- Bakteriosen: Wurzelkropf (Agrobacterium tumefaciens), Bakterienbrand (Pseudomonas mors-prunorum)
- Mykosen: Kräuselkrankheit (Taphrina deformans), Pfirsich-Mehltau (Sphaerotheca pannosa var. persicae)[20]